# Cigaretière
Vous pouvez aider à l'améliorer ou bien discuter des problèmes sur sa page de discussion.
- Il ne cite pas suffisamment ses sources. Vous pouvez indiquer les passages à sourcer avec {{référence nécessaire}} ou {{Référence souhaitée}}, et inclure les références utiles en les liant aux notes de bas de page. (Marqué depuis octobre 2022)
- Son texte doit être wikifié : il ne correspond pas à la mise en forme Wikipédia (style, typographie, liens internes, liens entre les wikis, etc.). (Marqué depuis octobre 2022)
- Il n’est pas rédigé dans un style encyclopédique. (Marqué depuis octobre 2022)

- Archive Wikiwix
- Bing
- Cairn
- DuckDuckGo
- E. Universalis
- Gallica
- Google
- G. Books
- G. News
- G. Scholar
- Persée
- Qwant
- (zh) Baidu
- (ru) Yandex
- (wd) trouver des œuvres sur Wikidata

Les cigaretières (appelées aussi cigaretteuses) et cigarières sont les noms donnés aux femmes qui fabriquent les cigarettes et les cigares au sein des manufactures de tabacs en France. Les appellations correspondantes pour les hommes sont respectivement cigarettier et cigarier.
Majoritaires dans l'industrie du tabac, les ouvrières des manufactures représentent jusqu'à 91% de la main-d'œuvre au début du XXe siècle.
Parmi ces ouvrières, 80% d'entre elles sont syndiquées notamment au sein de la Société d'exploitation industrielle des tabacs et des allumettes (SEITA). Il existe une représentante syndicale pour chaque section de la manufacture. Le syndicat, très puissant, permet l'ouverture d'un écosystème autour des ouvrières. Au sein de la manufacture de Nantes par exemple, la création d'une crèche, d'une société de fonds de secours, des cours du soir voient le jour.

## Différents types de métiers
En 1900, 80 métiers différents sont recensés au sein des manufactures qui produisent : cigares, scaferlatis, cigarettes, allumettes et tabac à mâcher.
Au sein de ces 80 métiers, les ouvrières les plus jeunes ou les plus âgées travaillent à la préparation du tabac, car ce sont les métiers qui demandent le moins de compétences. Pour cette seule préparation, est recensée une vingtaine de métiers.
Parmi eux :
- L'écabochage : un métier très physique, avec un grand hachoir où les femmes doivent couper la base de la tige des grosses feuilles de tabac. L'écôtage : les femmes retirent alors la côte centrale de la feuille de tabac.
- L'atelier de mouillade : cet atelier, comme son nom l'indique, permet de mouiller le tabac.
- L'atelier de séchage : permet de sécher les feuilles de tabac.
- Le capsage qui consiste à prendre plusieurs feuilles de tabacs pour les assembler.
- L'époularder : est un travail très pénible qui consiste à séparer les feuilles les unes des autres.
- L'étalage : consiste à sélectionner les meilleures feuilles destinés à la fabrication des capes des cigares et des cigarillos.

Si l'âge d'or se situe au XIXe siècle, le travail manuel est peu à peu remplacé par un travail mécanisé au XXe siècle.

## Le métier de cigaretières

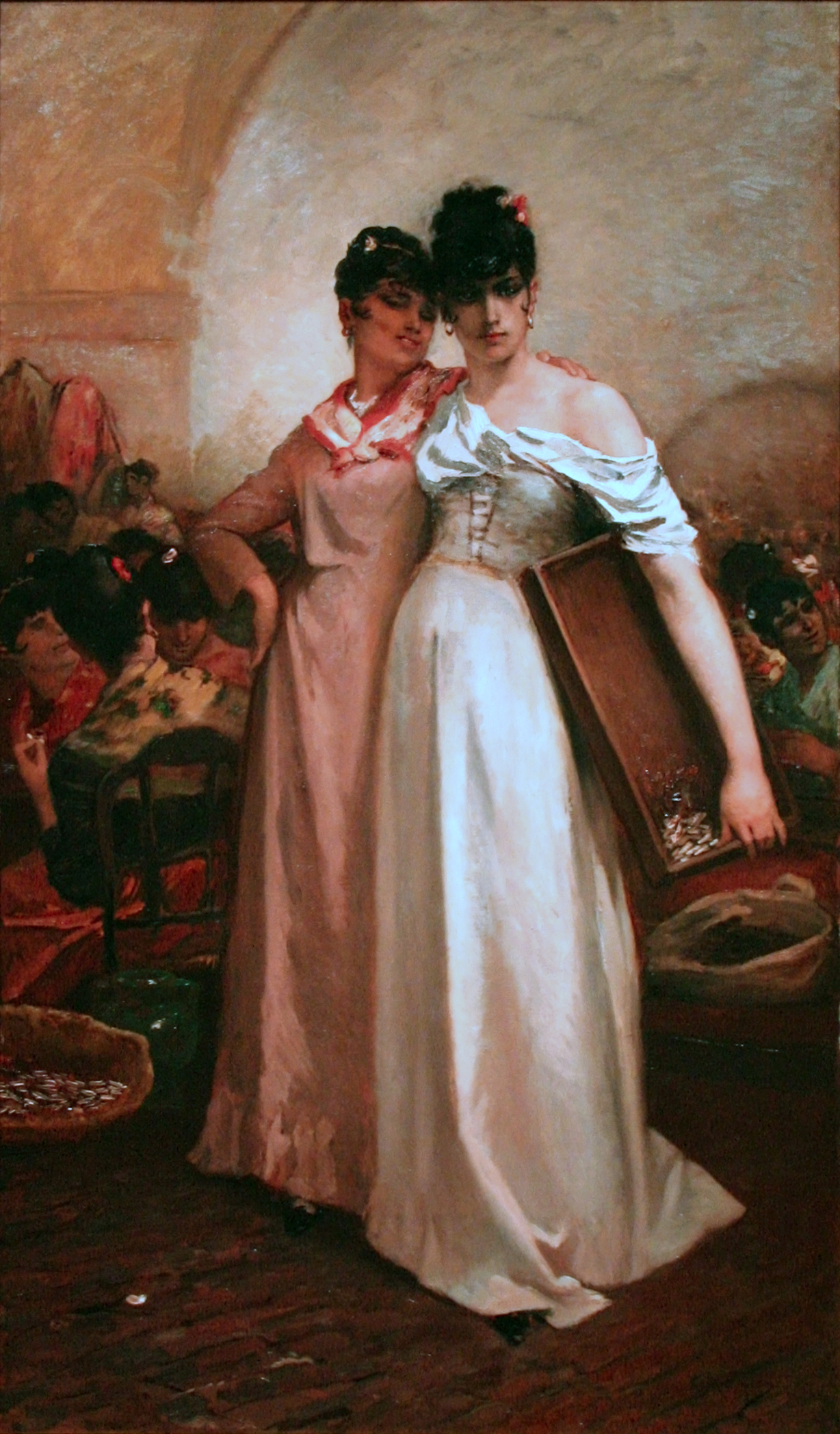
Deux ouvrières à la Manufacture royale de tabac de Séville
Constantin Meunier, après 1883
Louvain, Musée M.

Les cigaretières ou cigaretteuses ont au fil du temps effectué trois types de travaux :
Avant l'apparition des machines les ouvrières confectionnent les cigarettes à la main, à l'unité. Cela demande des qualités de dextérité, d'habileté et de vitesse. Pour les cigarettes les plus luxueuses, il faut ébarber aux ciseaux chaque cigarette.
Après l'apparition des machines dès les années 1880, le rôle des cigaretteuses est de contrôler l'homogénéité de la couche de tabac sur un tapis roulant.
L'étape finale est l'empaquetage des cigarettes à la main dans une petite feuille de papier vélin.

## Le métier de cigarières
A l'inverse des cigaretières, les cigarières se doivent de cumuler les qualités des cigaretières (habilité, force et dextérité dans les doigts) pour obtenir des cigares homogènes et bien calibrés. Par sa technicité et le luxe des produits fabriqués, c'est un métier très valorisé. Ce métier reste néanmoins artisanal jusque dans les années 1960.

## Les conditions de travail
Les ouvrières restent majoritaires en France avec jusqu'à 80 % de femmes. Elles sont souvent vues comme suspectes et surveillées par les chefs d'atelier souvent des hommes, anciens militaires reconvertis. Ceux-ci imposent alors surveillance et discipline au sein des équipes.
Le travail est organisé en sections comme sur le modèle militaire. Les ouvrières sont syndicalisées essentiellement pour mieux se défendre face aux chefs d'ateliers qui ne connaissent pas le travail. Lors des journées de travail, des lectrices faisaient la lecture aux travailleuses afin de les distraire et surtout d'imposer le silence.
Une femme obtient un poste selon l'ancienneté, l'efficacité, la vitesse et du rapport de l'ouvrière avec ses chefs. Cela dépend aussi de la filiation. Ainsi, si la mère ou la grand-mère de l'ouvrière travaillait déjà dans les tabacs, l'ouvrière pouvait obtenir une meilleure place. Il y avait donc beaucoup de stratégies internes afin de trouver et conserver les meilleures places.
Des cloches sonnent pour indiquer le début et fin de travail.
Les conditions de travail, d'hygiène et de sécurité restent difficiles dans les manufactures de tabacs. De nombreuses maladies liées aux matières toxiques du tabac (notamment des maladies pulmonaires comme la phtisie) sont la cause de la moitié des décès dans l'industrie du tabac.
Les syndicats se sont donc battus dès 1897 pour faire reconnaître ces maladies comme des maladies professionnelles.
Avec le développement des machines, les conditions de travail s'améliorent au XXe siècle.

## La représentation des ouvrières
Les cigaretières sont représentées par des cartes postales ou sur des albums institutionnels édités dans la première moitié du XXe siècle.